# Division 1 2007-2008 (calcio a 5)
La Division 1 2007-2008 è stata la 17ª edizione della massima serie del campionato belga di calcio a 5. Organizzata dalla URBSFA/KBVB, la stagione regolare è iniziata il 31 agosto 2007 e si è conclusa il 25 aprile 2008, prolungandosi fino al 16 maggio con la disputa dei play-off. La competizione è stata vinta per l'ottava volta dall'Action 21.

## Stagione regolare

### Classifica
|                   | Pos. | Squadra            | Pt | G  | V  | N | P  | GF  | GS  | DR   |
| ----------------- | ---- | ------------------ | -- | -- | -- | - | -- | --- | --- | ---- |
| Belgio (bandiera) | 1.   | Action 21          | 73 | 26 | 24 | 1 | 1  | 174 | 44  | +130 |
|                   | 2.   | MB Morlanwelz      | 67 | 26 | 22 | 1 | 3  | 170 | 71  | +99  |
|                   | 3.   | FT Anversa         | 62 | 26 | 19 | 5 | 2  | 168 | 59  | +109 |
|                   | 4.   | Edegem             | 49 | 26 | 15 | 4 | 7  | 98  | 81  | +17  |
|                   | 5.   | Real Châtelineau   | 42 | 26 | 13 | 3 | 10 | 111 | 105 | +6   |
|                   | 6.   | Hasselt            | 42 | 26 | 13 | 3 | 10 | 92  | 94  | -2   |
|                   | 7.   | ONU Seraing        | 41 | 26 | 12 | 5 | 9  | 79  | 74  | +5   |
|                   | 8.   | C80 Malle          | 30 | 26 | 8  | 6 | 12 | 107 | 122 | -15  |
|                   | 9.   | Junkie's Frameries | 28 | 26 | 7  | 7 | 12 | 74  | 100 | -26  |
|                   | 10.  | Klein-Brabant      | 24 | 26 | 6  | 6 | 14 | 100 | 154 | -54  |
|                   | 11.  | Houthalen-Genk     | 21 | 26 | 6  | 3 | 17 | 81  | 120 | -39  |
|                   | 12.  | Lommel-Wezel       | 20 | 26 | 5  | 5 | 16 | 75  | 120 | -45  |
|                   | 13.  | Proost Lier        | 16 | 26 | 5  | 1 | 20 | 71  | 149 | -78  |
|                   | 14.  | Carolo             | 5  | 26 | 1  | 2 | 23 | 75  | 182 | -107 |

### Verdetti
- Action 21 campione del Belgio 2007-08 e qualificato alla Coppa UEFA.
- Carolo Team e Proost Lier retrocessi in Division 2 2008-09.
- Junkie's Frameries non iscritto alla Division 1 2008-09[1].

## Play-off

### Semifinali

#### Andata
| Edegem 5 maggio 2008                                                          | Edegem    | 2 – 4 (0-1) referto                          | Action 21 |  |
| Ajouaou 27’ Jaffal 32’ Marcatori 12’ Liliu 22’ Rosa 25’ Zico ?’ Van Melkebeke |           |                                              |           |  |
|                                                                               |           |                                              |           |  |
| Ajouaou 27’ Jaffal 32’                                                        | Marcatori | 12’ Liliu 22’ Rosa 25’ Zico ?’ Van Melkebeke |           |  |

| Anversa 7 maggio 2008                                                       | FT Anversa | 1 – 5 (1-1) referto                                      | MB Morlanwelz |  |
| Bali 11’ Marcatori 18’ Diogo 23’ Falasque 27’ Densdane 33’ Medina 37’ Breno |            |                                                          |               |  |
|                                                                             |            |                                                          |               |  |
| Bali 11’                                                                    | Marcatori  | 18’ Diogo 23’ Falasque 27’ Densdane 33’ Medina 37’ Breno |               |  |

#### Ritorno
| Charleroi 9 maggio 2008 | Action 21 | 9 – 7 (6-3) referto                                           | Edegem |  |
| Chaïbaï 1’ , 13’ , 38’ Rosa 1’ , 36’ Salhi 5’ Zico 18’ Van Melkebeke 20’ Betinho 34’ Marcatori 4’ El Moussaoui 7’ , 25’ , 38’ Jaffal 8’ , 32’ , 37’ S. El Haoual |           |                                                               |        |  |
| |           |                                                               |        |  |
| Chaïbaï 1’, 13’, 38’ Rosa 1’, 36’ Salhi 5’ Zico 18’ Van Melkebeke 20’ Betinho 34’                                                                                | Marcatori | 4’ El Moussaoui 7’, 25’, 38’ Jaffal 8’, 32’, 37’ S. El Haoual |        |  |

| Morlanwelz 9 maggio 2008 | MB Morlanwelz | 6 – 6 (1-5) referto                                                | FT Anversa |  |
| Falasque 9’ Diogo 24’ , 40’ Medina 26’ Breno 32’ Neukermans 36’ Marcatori 4’ , 16’ Bali 17’ Sababti 19’ Hitou 20’ ( t.l. ) Talhaoui 40’ Achabar |               |                                                                    |            |  |
| |               |                                                                    |            |  |
| Falasque 9’ Diogo 24’, 40’ Medina 26’ Breno 32’ Neukermans 36’                                                                                  | Marcatori     | 4’, 16’ Bali 17’ Sababti 19’ Hitou 20’ (t.l.) Talhaoui 40’ Achabar |            |  |

### Finale

#### Andata
| Morlanwelz 14 maggio 2008                                       | MB Morlanwelz | 2 – 2 (2-1) referto   | Action 21 |  |
| Diogo 18’ ( t.l. ) Leonardo 19’ Marcatori 14’ Liliu 32’ Betinho |               |                       |           |  |
|                                                                 |               |                       |           |  |
| Diogo 18’ (t.l.) Leonardo 19’                                   | Marcatori     | 14’ Liliu 32’ Betinho |           |  |

#### Ritorno
| Charleroi 16 maggio 2008                                           | Action 21            | 2 – 2 (0-0) referto  | MB Morlanwelz |  |
| Rosa 26’ , 34’ Marcatori 30’ Diogo 32’ Medina Tiri di rigore 5 – 4 |                      |                      |               |  |
|                                                                    |                      |                      |               |  |
| Rosa 26’, 34’                                                      | Marcatori            | 30’ Diogo 32’ Medina |               |  |
|                                                                    | Tiri di rigore 5 – 4 |                      |               |  |